# ملیسا آکارسو
ملیسا آکارسو (به انگلیسی: Melisa Akarsu) (زادهٔ ۱۹۹۳) شناگر اهل ترکیه است.